# Абу Шабаб, Ясир
Ясир Абу Шабаб (араб. ياسر ابو شباب‎; род. 19 декабря 1993, Рафах, сектор Газа) — лидер группировки «Народные силы», действующей в районе Рафаха в секторе Газа. Является первым признанным палестинским коллаборантом в рамках войны Израиля с ХАМАС. Критики прозвали его «Пабло Эскобаром Газии».
Абу Шабаб происходит из бедуинского клана тарабин. В юном возрасте Ясир бросил школу и стал заниматься контрабандой наркотиков.
На момент вторжения в Израиль 7 октября 2023 года Абу Шабаб находился в тюрьме ХАМАС по обвинению в контрабанде наркотиков. После начала войны он оказался на свободе при невыясненных обстоятельствах. Группировка Абу Шабаба обвиняется в грабежах конвоев с гуманитарной помощью. Сам он утверждает, что «мы захватываем грузовики для пропитания, не для торговли». В ноябре 2024 года ХАМАС совершил покушение на Абу Шабаба, в результате которого было убито двое сообщников Ясира — его брат Фатхи и Маджед Абу Даккар.

## Связь с Израилем
5 июня 2025 года премьер-министр Израиля Биньямин Нетаньяху подтвердил, что израильское правительство с помощью Шин Бет вооружало и поддерживало ополчение Абу Шабаба в качестве альтернативной ХАМАС палестинской силы в секторе Газа. Часть автоматов Калашникова была передана группировке после того, как Армия обороны Израиля (ЦАХАЛ) изъяла оружие ХАМАС. Абу Шабаб отрицает свою связь с ИГ и Израилем, но не исключает возможного сотрудничества с ЦАХАЛ в будущем. Абу Шабаб утверждает, что он поддерживает отношения с Палестинской администрацией, которая, в свою очередь, отказывается комментировать сообщения о связях с ним.